# Джордж Фицрой, 1-й герцог Нортумберленд
Джордж Фицрой (англ. George FitzRoy; 28 декабря 1665, Оксфорд — 28 июня 1716, Эпсом) — английский аристократ и пэр, 1-й граф Нортумберленд (1674—1716) и 1-й герцог Нортумберленд (1683—1716), главный дворецкий Англии (1713—1716).

## Биография
Третий и младший незаконнорожденный сын Карла II Стюарта (1630—1685), короля Англии, Шотландии и Ирландии (1660—1685), от связи с Барбарой Пальмер (1640—1709), графиней Кастлмен и герцогиней Кливленд. Старшие братья — Чарльз Фицрой и Генри Фицрой.
Родился в Мертон-колледже (Оксфорд). 1 октября 1674 года получил от своего отца, короля Англии, титулы графа Нортумберленда, барона Понтефракта (Йоркшир) и виконта Фалмута (Корнуолл). 6 апреля 1683 года Джордж Фицрой был пожалован в герцоги Нортумберленда.
В 1682 году Джордж Фицрой ездил с секретной миссией в Венецию. После возвращения в Англию в 1684 году ему был пожалован Орден Подвязки (10 января). Был им награждён 8 апреля того же года. Осенью 1683 года в качестве добровольца участвовал на стороне Франции в осаде Куртре, а весной следующего в осаде Люксембурга.
В 1687 году герцог Нортумберленд командовал вторым отрядом королевской гвардии. Год спустя он был назначен королевским камер-юнкером. В 1701 году стал констеблем Виндзорского замка, а в 1710 году он стал лордом-лейтенантом Суррея, в 1712 году — лордом-лейтенантом Беркшира. В 1703 году Джордж Фицрой заменил графа Оксфорда в должности полковника королевского кавалерийского полка. 10 января 1710 года он получил чин генерал-лейтенанта. 7 апреля 1713 года вошел в состав Тайного совета и стал главным дворецким Англии.
В марте 1686 года герцог Нортумберленд женился на Кэтрин Уитли (до 1671 — 25 мая 1714), дочери птицевода Роберта Уитли из Брэкнелл в графстве Беркшир. Кэтрин была вдовой Томаса Люси из Charlecote Park, капитана королевской конной гвардии. Отношения между супругами не заладились. Вскоре после свадьбы Нортумберленд и его брат Генри Фицрой, 1-й герцог Графтон, даже пытались выслать её на континент, в англиканский монастырь в Генте (Бельгия). После смерти Кэтрин в 1714 году Нортумберленд вторично женился на Мэри Даттон (ум. 27 августа 1738), дочери Генри Даттона и сестре капитана Марка Даттона. Оба брака были бездетными.
Герцог Нортумберленд жил Фрогмор-хаусе в Виндзоре (Беркшир), но внезапно скончался в возрасте 50 лет в Эпсоме 28 июня 1716 года. 11 июля 1716 года он был похоронен в Вестминстерском аббатстве. Мэри умерла во Фрогмор-хаусе в 1738 году. Титулы герцога и графа Нортумберленд были возвращены английской короне.